# Comuna Vîhrivka, Dunaiivți
Vîhrivka (în ucraineană Вихрівка) este o comună în raionul Dunaiivți, regiunea Hmelnîțkîi, Ucraina, formată din satele Pilnîi Mukariv și Vîhrivka (reședința).

## Demografie
Componența lingvistică a comunei Vîhrivka
     Ucraineană (98,49%)
     Alte limbi (1,19%)
Conform recensământului din 2001, majoritatea populației comunei Vîhrivka era vorbitoare de ucraineană (98,49%), existând în minoritate și vorbitori de alte limbi.